# Василев, Орлин
Хри́сто Пе́тков Васи́лев (болг. Христо Петков Василев, более известный как О́рлин Васи́лев болг. Орлин Василев; 20 ноября 1904, Враняк, Болгария — 2 апреля 1977, София, Болгария) — болгарский писатель и сценарист.

## Биография
Принимал участие в революционном движении. Вступил в Болгарскую компартию в 1924 году. Активно сотрудничал в коммунистической и антифашистской печати. После 1944 года руководил государственным радио.
В своём творчестве пытался раскрыть нравственные и социальные проблемы национально-освободительной борьбы болгарского народа. Писал сказки, пьесы и сценарии. Перевёл на болгарский язык произведения А. Новикова-Прибоя, А. Фадеева, составил «Антологию советских писателей».
Его сын Орлин Орлинов (1931—2013) — поэт и сценарист.

## Сочинения
- сборник рассказов «Дни и ночи» (1928)
- роман «Белая тропа» / Бялата пътека (1929)
- повесть «Огненный обруч» / Огненият обръч (1933)
- роман «Гайдук мать не кормит» / Хайдутин майка не храни (1937, русский перевод «Страхил», 1945)
- роман «Зуб за зуб» (1943)
- пьеса «Тревога» / Тревога (1948; на советской сцене — «Земной рай»)
- пьеса «Любовь» / Любов (1952)
- пьеса «Счастье» / Щастие (1954)

## Сценарии
- 1938 — Воевода Страхил / Страхил войвода
- 1950 — Калин Орёл / Калин Орелът (в советском прокате «Побег из неволи»)
- 1951 — Тревога / Тревога
- 1958 — Клятва гайдука / Хайдушка клетва
- 1959 — Накануне / В навечерието (СССР-Болгария, по Тургеневу, с Владимиром Петровым)

## Награды
- 1950 — Димитровская премия (пьеса «Тревога»)

## Издания
- Съчинения, т. 1—5. — София, 1956—58.
- Драми. Тревога. Любов. Щастие. — София, 1956.
- Страхил. — М., 1945.
- Счастье. — М., 1955.
- Упрямец и другие рассказы. — М., 1958.
- Кузнечик-музыкант: сказка / Орлин Василев, перевод: Т. Габбе //Музыкальный магазин : сказки. — М., Музыка, 1976. — с. 29 — 34: ил.